# Club Baloncesto Málaga 1994-1995
Questa voce raccoglie le informazioni riguardanti il Club Baloncesto Málaga nelle competizioni ufficiali della stagione 1994-1995.

## Stagione
La stagione 1994-1995 del Club Baloncesto Málaga è la 3ª nel massimo campionato spagnolo di pallacanestro, la Liga ACB.

## Roster
Aggiornato al 12 gennaio 2025.
| Unicaja Polti Málaga 1994-95 | Unicaja Polti Málaga 1994-95 |
| Giocatori                    | Staff tecnico                |
| ---------------------------- | ---------------------------- |

| N. | Naz.                   | Ruolo | Nome            | Anno | Alt.   | Peso   |  |
| -- | ---------------------- | ----- | --------------- | ---- | ------ | ------ |  |
| 4  | Spagna (bandiera)      | P     | Curro Ávalos    | 1973 | 186 cm |        |  |
| 5  | Spagna (bandiera)      | GA    | Daniel Romero   | 1973 | 198 cm |        |  |
| 6  | Stati Uniti (bandiera) | A     | Antwon Harmon   | 1969 | 203 cm |        |  |
| 6  | Spagna (bandiera)      | C     | Ricardo Guillén | 1976 | 206 cm | 105 kg |  |
| 6  | Spagna (bandiera)      | P     | Antonio Álamo   | 1973 | 185 cm |        |  |
| 7  | Spagna (bandiera)      | C     | Gabriel Campos  | 1970 | 205 cm |        |  |
| 8  | Spagna (bandiera)      | G     | Gaby Ruiz       | 1973 | 196 cm |        |  |
| 9  | Stati Uniti (bandiera) | AG    | Michael Ansley  | 1967 | 201 cm | 102 kg |  |
| 10 | Russia (bandiera)      | G     | Sergej Babkov   | 1967 | 192 cm |        |  |
| 11 | Spagna (bandiera)      | P     | Ernesto Serrano | 1974 | 182 cm |        |  |
| 12 | Spagna (bandiera)      | P     | Nacho Rodríguez | 1970 | 186 cm | 84 kg  |  |
| 13 | Spagna (bandiera)      | C     | Alfonso Reyes   | 1971 | 202 cm | 110 kg |  |
| 14 | Stati Uniti (bandiera) | C     | Kenny Miller    | 1967 | 204 cm |        |  |
| 15 | Spagna (bandiera)      | AP    | Manel Bosch     | 1967 | 198 cm |        |  |

| Allenatore |
| - Javier Imbroda |
| Assistente/i |
| - Manuel Alejandro Castillo - Ramón García - José Manuel Rodríguez Legenda - (C) Capitano - (IN) Inattivo - Infortunato |

## Mercato

### Sessione estiva
| Acquisti | Acquisti       | Acquisti           | Acquisti   | Acquisti |
| R.a      | Nome           | da                 | Modalità   |          |
| -------- | -------------- | ------------------ | ---------- | -------- |
| G        | Sergej Babkov  | TBB Treviri        | definitivo |          |
| AG       | Michael Ansley | Hap. Galil Elyon   | definitivo |          |
| C        | Kenny Miller   | Santeros de Aguada | definitivo |          |

| Cessioni | Cessioni        | Cessioni           | Cessioni       | Cessioni |
| R.       | Nome            | a                  | Modalità       |          |
| -------- | --------------- | ------------------ | -------------- | -------- |
| P        | Jesús Lázaro    | Manresa            | fine contratto |          |
| AP       | Antonio Benítez | Santa Adela Motril | fine contratto |          |
| A        | Samir Avdić     | Free agent         | fine contratto |          |
| AC       | Piculín Ortiz   | Atl. de San Germán | fine contratto |          |
| C        | Claude Riley    | Salamanca          | fine contratto |          |

### Dopo l'inizio della stagione
| Acquisti | Acquisti | Acquisti | Acquisti | Acquisti |
| R.       | Nome     | da       | Data     | Modalità |
| -------- | -------- | -------- | -------- | -------- |

| Cessioni | Cessioni       | Cessioni | Cessioni       | Cessioni    |
| R.       | Nome           | a        | Data           | Modalità    |
| -------- | -------------- | -------- | -------------- | ----------- |
| C        | Gabriel Campos | Málaga B | 4 gennaio 1995 | rescissione |